# پل جک
پل جک (انگلیسی: Jack Bridge؛ زادهٔ ۲۱ سپتامبر ۱۹۹۵) بازیکن فوتبال اهل بریتانیا است.
از باشگاه‌هایی که در آن بازی کرده‌است می‌توان به باشگاه فوتبال چلمزفورد سیتی و باشگاه فوتبال کارلایل یونایتد اشاره کرد.